# Ealdgyth
Pour la femme de Harold Godwinson, voir Édith de Mercie.
Ealdgyth est la femme du roi d'Angleterre Edmond Côte-de-Fer.

## Biographie
La Chronique anglo-saxonne rapporte qu'en 1015, deux thegns du Danelaw nommés Sigeferth et Morcar sont assassinés sur ordre d'Eadric Streona, le puissant ealdorman de Mercie. Le roi Æthelred le Malavisé confisque les propriétés des deux thegns, tandis qu'Eadric fait également enfermer la veuve de Sigeferth à l'abbaye de Malmesbury. Le prince Edmond, s'opposant à la volonté de son père le roi, délivre cette femme et la prend pour épouse.
Æthelred meurt le 23 avril 1016 et Edmond devient roi d'Angleterre. Il ne survit que quelques mois à son père et meurt à son tour le 30 novembre. Les deux fils qu'on lui connaît, Édouard et Edmond, sont vraisemblablement les enfants de la veuve de Sigeferth. Dans la mesure où le mariage d'Edmond a été de courte durée, il semble que ce soient des jumeaux ou que le second soit un enfant posthume. Le sort de leur mère est inconnu.
Son nom ne figure dans aucune source contemporaine. Le premier à l'appeler « Ealdgyth » est le chroniqueur du XIIe siècle Jean de Worcester, mais il commet peut-être une confusion avec la femme de Morcar, le frère de Sigeferth, dont il est attesté qu'elle s'appelait Ealdgyth.